# Fundació Joan Miró
La Fundació Joan Miró és una institució cultural de Barcelona que custodia algunes de les obres més representatives d'aquest pintor català. Va ser ideada a partir del treball conjunt entre l'artista i l'arquitecte Josep Lluís Sert. L'equipament resultant fou, durant molts anys, paradigma de la modernitat i la independència artística, ubicat en un edifici d'estil racionalista amb trets mediterranis, integrat en el paisatge de Montjuïc. La col·lecció que es mostra està integrada principalment per una donació inicial de l'artista i per posteriors donacions i dipòsits de la seva muller Pilar Juncosa, de Joan Prats, de diferents membres de la família Miró, de Kazumasa Katsuta i d'altres col·leccions públiques i privades, convertint-la en una de les més completes col·leccions d'obra de Joan Miró. Conté més de 104.000 peces entre pintures, escultures i tapissos. Des del 2 de gener del 2018 el seu director és Marko Daniel.

## Història

### Context històric
El context d'aquest projecte està determinat per una iniciativa personal de Joan Miró i el seu nucli d'amics íntims i és anterior a les polítiques culturals de construcció i propaganda pública que s'estableixen a l'Estat espanyol des del 1982.
Entre 1968 i 1972 el mercat de l'art a l'estat espanyol va tenir un fort creixement, parcialment degut a la reactivació de l'economia espanyola gràcies a l'entrada de capital estranger a través del turisme. En aquest període es van fundar el Museo de Arte Abstracto Español a Conca el 1966 amb la col·lecció de Fernando Zóbel, el Museo Español de Arte Contemporáneo de Madrid el 1968, el Museu d'Art Contemporani d'Eivissa el 1969, el Museo de Arte Contemporáneo de Sevilla el 1972 (actual CAAC) i el Museu d'Art Contemporani de Vilafamés.
Joan Miró no es va fixar en el panorama estatal, sinó que va agafar com a referència institucions europees com la Fundació Maeght i el Museu Louisiana d'Art Modern, a Humlebæk, al nord de l'illa de Sjælland, a Dinamarca, creat el 1958 per Knud W. Jensen com un museu pioner a l'hora d'apropar l'art contemporani al gran públic. Pel que fa al suport a l'art jove, Miró es va fixar en l'Institute of Contemporary Arts (ICA) de Londres, que coneixia bé gràcies a la seva amistat amb Roland Penrose, un dels fundadors. Aquest espai funcionava com un centre d'art d'espectre ampli des de la seva fundació, impulsada el 1948 per la societat civil i membres del sector cultural britànic.

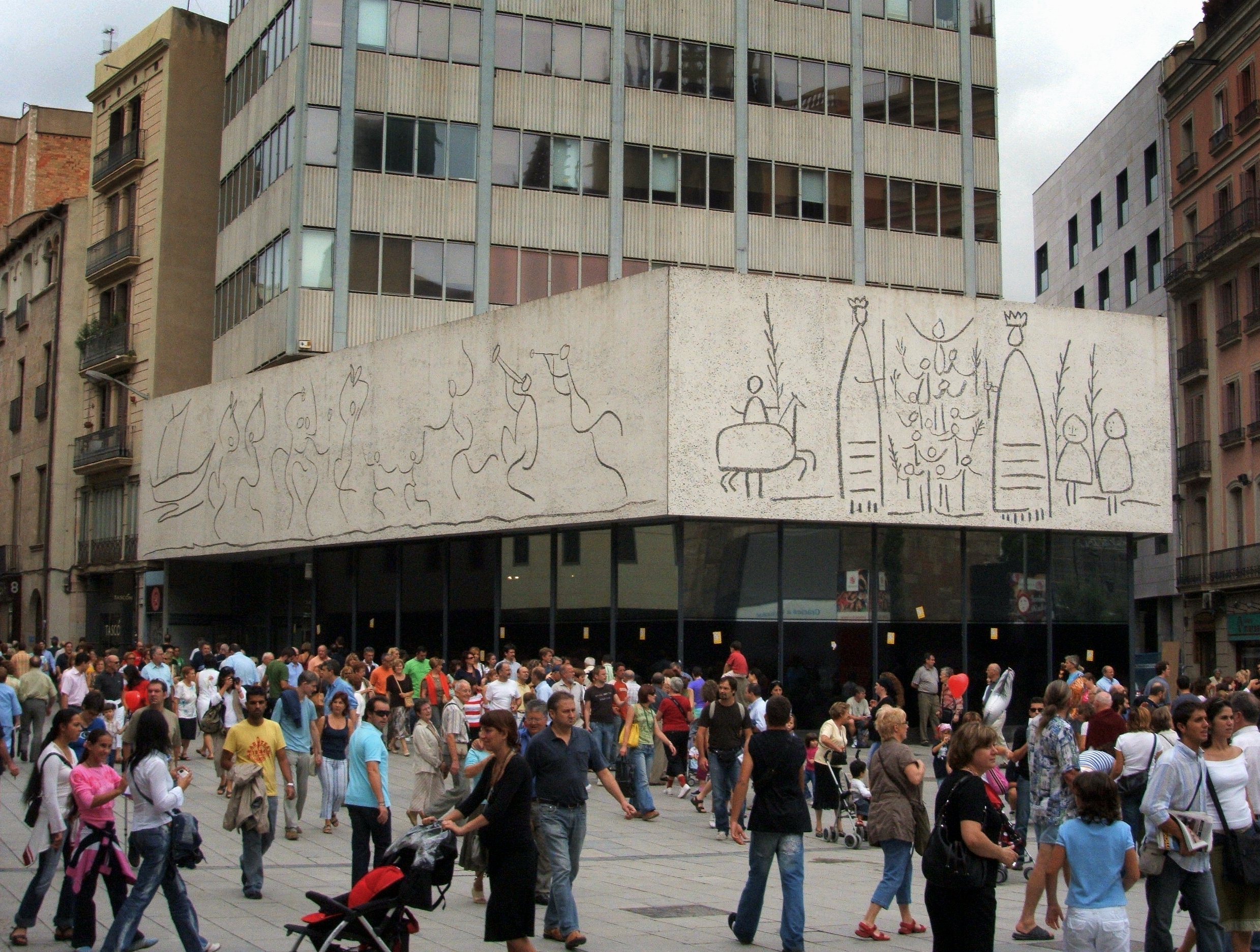
Seu del COAC on va tenir lloc l'acció Miró, l'altre

La concepció de la futura institució va coincidir amb el reconeixement per part de les generacions d'artistes joves i de la població catalana en general del magisteri de Miró com a màxim exponent d'un art compromès i d'avantguarda. La primera antologia de la seva obra es va presentar el 1968 a la Capella de l'Antic Hospital de la Santa Creu de Barcelona i va tenir un èxit enorme. L'any següent es va presentar Miró, l'altre al Col·legi d'Arquitectes, on l'artista va pintar els vidres de l'edifici i tot seguit va destruir la seva pròpia obra amb dissolvent. Va ser una de les primeres afirmacions de la natura efímera en les pràctiques artístiques del país, a més d'una crítica implícita a la ignorància del règim, i així va ser aplaudida pels artistes que començaven a forjar els nous comportaments de la generació conceptual. L'esdeveniment que va cristal·litzar aquestes forces creatives emergents va ser la Primera Mostra d'Art de Granollers, que va tenir lloc el 1971. El text del manifest acabava amb una frase que posa de manifest fins a quin punt era convuls el moment: «La lluita dels artistes revolucionaris corre paral·lela a la lluita dels obrers i estudiants revolucionaris. Un enemic comú, una lluita comuna.»
Aquest context sociopolític és el que explica la necessitat del sector de l'art en formació de buscar arrels genealògiques en el moment anterior al règim, o, en altres paraules, oposat a ell. El 1971, el Col·legi d'Arquitectes inaugura Amics de l'Art Nou (1932-1936), una exposició dels que havien estat els promotors del surrealisme a Catalunya. La Sala Tres de Sabadell arrenca la seva programació al cap d'un any reeditant el text de l'exposició Art Nou Català, del 1915. Des del 1973, la Sala Vinçon ocupa l'antic estudi de Ramon Casas. Aquest mateix any, les galeries René Metras, Nova, Adrià i Gaspar dediquen a Joan Miró la Mostra d'Art Nou (MAN).

### Construcció del centre
Aquest context de societat civil i de cerca d'articulació a través d'una genealogia recuperada dona les claus per comprendre el projecte de la Fundació Joan Miró com el d'una institució de la Catalunya de la República. L'arquitecte Josep Lluís Sert, tot i que per culpa de la seva inhabilitació per part de Franco no va poder signar en un principi el seu propi edifici, va regalar el projecte i la direcció d'obra. L'Ajuntament de Barcelona va oferir un palau al carrer Montcada, on des del 1963 hi havia el Museu Picasso, però Sert va insistir que calia un edifici singular de nova planta. La Fundació era un centre d'art contemporani, no pas un museu, i el seu contenidor havia de respondre a aquest programa, i no a una adaptació. L'Ajuntament va proporcionar el terreny de Montjuïc i en això va radicar part del seu encert social. Tal com va explicar el sociòleg Salvador Giner, l'edifici es va aixecar en un lloc que, situat «al costat d'on afusellaven republicans, dels bordells, del proletariat, de les fàbriques, respon a la tendència d'una societat civil moderna i d'un artista al qual la societat catalana laica i progressista fa un monument adequat. […] La Fundació Joan Miró respon a l'impuls d'una burgesia mitjana alta, liberal, culta i professional. El seu perfil sociològic la fa intel·lectualment emprenedora, formada per persones no lligades a la burgesia catalana d'abans.»
Aquest fet és fonamental per entendre com la Fundació es va convertir des del primer moment en un focus generador de cultura contemporània dins de la seva plataforma local com a Centre d'Estudis d'Art Contemporani, una entitat sense ànim de lucre en la qual el magisteri de la figura de Joan Miró havia de donar raó de ser a una experimentació cultural sense precedents.
Josep Lluís Sert i López va dissenyar i projectar l'edifici i l'Ajuntament de Barcelona en va cedir els terrenys i va ajudar a sufragar part del cost de construcció. El primer patronat es va crear el 1971.
| «                  | Aquest museu ha de ser un lloc viu, sense pretensions de monumentalitat, humà, amb una gran varietat d'espais. | » |
| — Josep Lluís Sert | |   |

### Inauguració

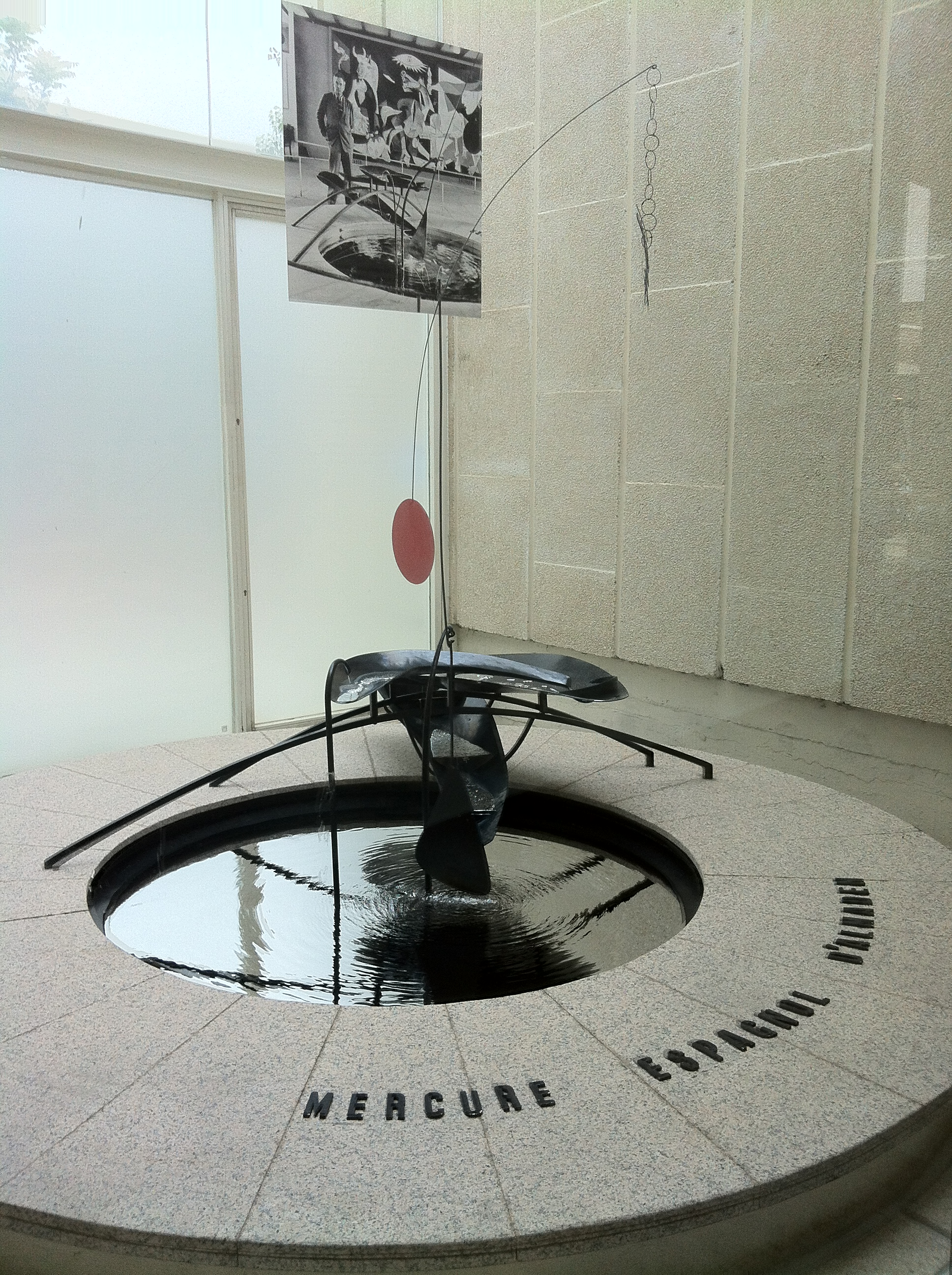
La Font de Mercuri, obra de Calder provinent del Pavelló de la República de 1937

L'edifici va obrir les portes al públic el 10 de juny del 1975, i aquesta és la data que es pren com a referència, per exemple, en la celebració del 50è aniversari, si bé la inauguració oficial va ser el 18 de juny del 1976. Una de les obres de la col·lecció permanent procedia del Pavelló de la República Espanyola de l'Exposició Internacional de París del 1937: la font de mercuri d'Alexander Calder. Des d'aquest punt de vista, no ha d'estranyar el fet que, en inaugurar la primera exposició temporal, Art Tàntric. Col·lecció del Museu de Nova Delhi, el 20 de novembre del 1975, i havent-se ja difós la notícia de la mort del dictador Francisco Franco, el primer director de la Fundació, Francesc Vicens, anunciés als inquiets periodistes que els actes d'inauguració continuarien segons estava previst amb un concís: «Això no ens afecta». No hi havia motiu per interrompre
el curs normal de la institució, ja que havia nascut com una institució de la Catalunya de la República, en continuïtat directa amb l'esperit que animava la vida cultural, social i política catalana anterior a la Guerra Civil.
El primer president fou Joaquim Gomis, gran amic personal del pintor. Fou el mateix Miró qui va triar els membres del primer patronat, amb Maria Lluïsa Borràs com a secretària general (1971-1975). En l'actualitat, diverses administracions públiques també en formen part.
La seva obertura va provocar un canvi el concepte mateix de museu en la societat Barcelonina, ja que plantejava una nova forma de relacionar-se amb l'art i amb les obres. Fins al moment els museus s'entenien com un lloc més adient pel col·leccionisme i el coneixement especialista que no com un lloc de descoberta i promoció de nous talents. Gràcies a les donacions de l'artista i a les de particulars, la fundació es va convertir en una destacada mostra de les obres del pintor.
Amb els anys s'han anat organitzant exposicions temporals tant d'artistes de renom del segle xx com Alexander Calder, Chillida, Magritte, Rothko, Tàpies o Saura, entre molts d'altres, com propostes més arriscades -Peter Greenaway, Pipilotti Rist - sempre dedicant una especial atenció als creadors més joves, que tenen a l'Espai 13 el seu espai expositiu. També s'ha potenciat l'estudi i la difusió de la figura i de l'obra del mateix Joan Miró.

### Ampliacions i centenari

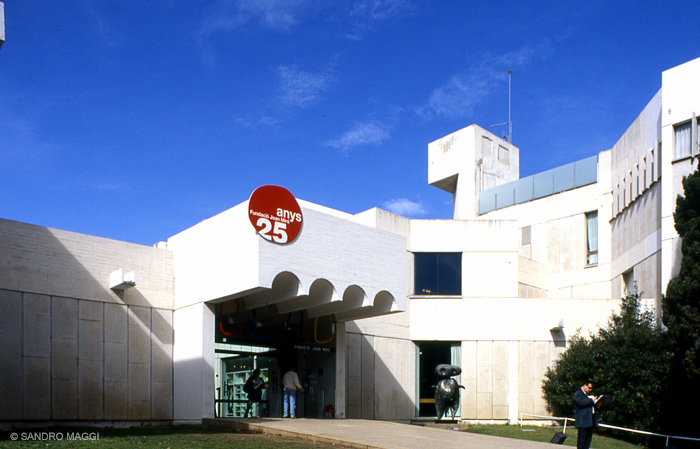
Celebració del 25è aniversari

Degut al creixement de les activitats del centre, el 1986 va començar una ampliació de la Fundació amb les sales est i oest, inaugurades el 1988. Es va fer per no haver de desmuntar la col·lecció permanent cada vegada que s'organitzava una de temporal. Aquesta ampliació va ser dirigida per Jaume Freixa -deixeble de Sert, amb qui havia treballat durant molts anys a Harvard (Massachusetts)- qui va fer servir un estil continuista amb el projecte inicial. Es va iniciar el maig de 1986 i va finalitzar el gener de 1988, creant 2.850 m² d'obra nova i rehabilitant altres 3.150 m². L'objectiu era crear espais nous integrats amb els existents, que permetessin l'organització d'exposicions temporals independents de la visita a la col·lecció permanent. També es va aprofitar per a crear un restaurant i ampliar la zona de gestió i de reserves.
El 1993 es va celebrar el centenari del naixement de Miró. Es van organitzar exposicions arreu del territori català, així com es van recuperar indrets relacionats amb l'artista i es va fer una gran exposició commemorativa a la Fundació, que començava amb La masia i finalitzava amb el tríptic de L'esperança del condemnat a mort. El centenari va ajudar a canviar la percepció que el gran públic tenia sobre l'obra de Miró.
Posteriorment es va fer una altra ampliació per encabir-hi nous serveis i donacions, com la de la sala on es podien veure 23 obres propietat de Kazumasa Katsuta, qui va arribar a un acord de cessió en dipòsit amb la Fundació el 2001. Katsuta és un dels grans col·leccionistes de Miró. L'octubre de 2011 li fou concedit el títol de Ciutadà Honorari de Barcelona, com a reconeixement a la seva col·laboració amb la Fundació.

### Actualitat

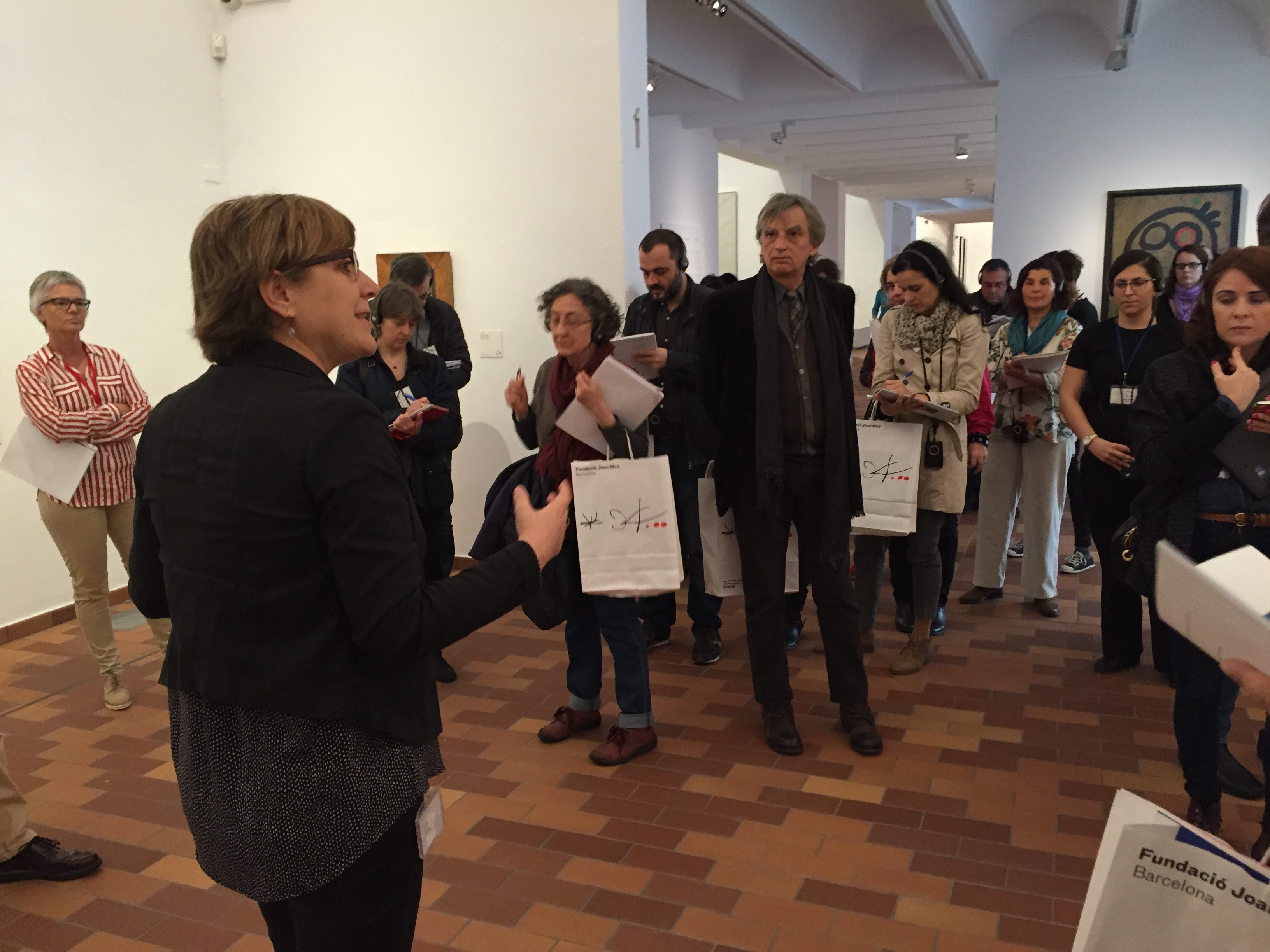
Presentació a mitjans de la nova exposició permanent

El juny de 2015 van començar els actes de celebració del seu quarantè aniversari. Com a culminació de la celebració, l'abril de 2016 va presentar una actualització de la seva exposició permanent, amb l'objectiu d'oferir una aproximació polièdrica a l'artista. Es van incorporar a la col·lecció nous dipòsits d'obra procedents principalment de la família Miró, i la integració de la col·lecció Kazumasa Katsuta, fins llavors allotjada en una sala específica. Aquest gest va permetre reunir altres conjunts d'obres que es poden tornar a exposar plegades, com ara Cabell perseguit per dos planetes (1968) i Gota d'aigua damunt la neu rosa (1968) o Dona, ocell I, II, III, (1972-1973), entre d'altres. També es van recuperar algunes peces clau dels fons de la Fundació, com els tríptics Pintura sobre fons blanc per a la cel·la d'un solitari (1968) i L'esperança del condemnat a mort (1974), o la Sèrie Barcelona, entre altres novetats. El disseny de la nova exposició permanent va anar a càrrec de Guri Casajuana Arquitectes i l'operació, amb un pressupost de 900.000 euros, va comportar també obres d'actualització i millora de les instal·lacions per al condicionament d'espais. També es va recuperar la circulació dissenyada inicialment per Sert, establerta a l'entorn d'un pati central que permet al visitant no haver de duplicar recorreguts i mantenir un contacte permanent amb la natura i la ciutat, visible a través dels finestrals. Gran part d'aquestes obertures s'han recuperat amb la nova presentació.

## Col·lecció
La col·lecció de la Fundació permet emprendre un viatge a través de la vida artística de Miró, des dels seus primers esbossos fins als quadres de grans dimensions que caracteritzen l'última etapa de la seva vida.
El fons de la Fundació està format per més de 14.000 objectes, entre els quals es troben 225 pintures, 169 escultures, 9 obres tèxtils, 4 ceràmiques i pràcticament tota la seva col·lecció d'obra gràfica. Cal destacar el fons documental, integrat per unes 10.000 referències -dibuixos preparatoris, quaderns de treball, esbossos, anotacions- així com la biblioteca personal de Joan Miró, dipositada a la Fundació pels seus hereus. Tot aquest conjunt ha esdevingut un recurs bàsic per entendre els procés de creació artística de l'artista. El fons es va crear principalment amb una donació del mateix Joan Miró, qui va donar moltes de les obres que llavors tenia al seu taller. Progressivament es va ampliar amb la donació en persona de la col·lecció privada de Joan Prats, amic íntim de l'artista al llarg de tota la seva vida, i la donació de Pilar Juncosa de Miró, dona de Joan Miró, que va permetre a la Fundació disposar d'obres anteriors als anys seixanta.
La col·lecció s'ha completat amb altres donacions o dipòsits de personalitats com Aimé Maeght, Pierre Matisse, Kazumasa Katsuta, Manuel de Muga, Josep Royo, Josep Lluís Sert i de famílies com la Farreras Casanovas o la Viladàs Jené.

### Obres de Joan Miró

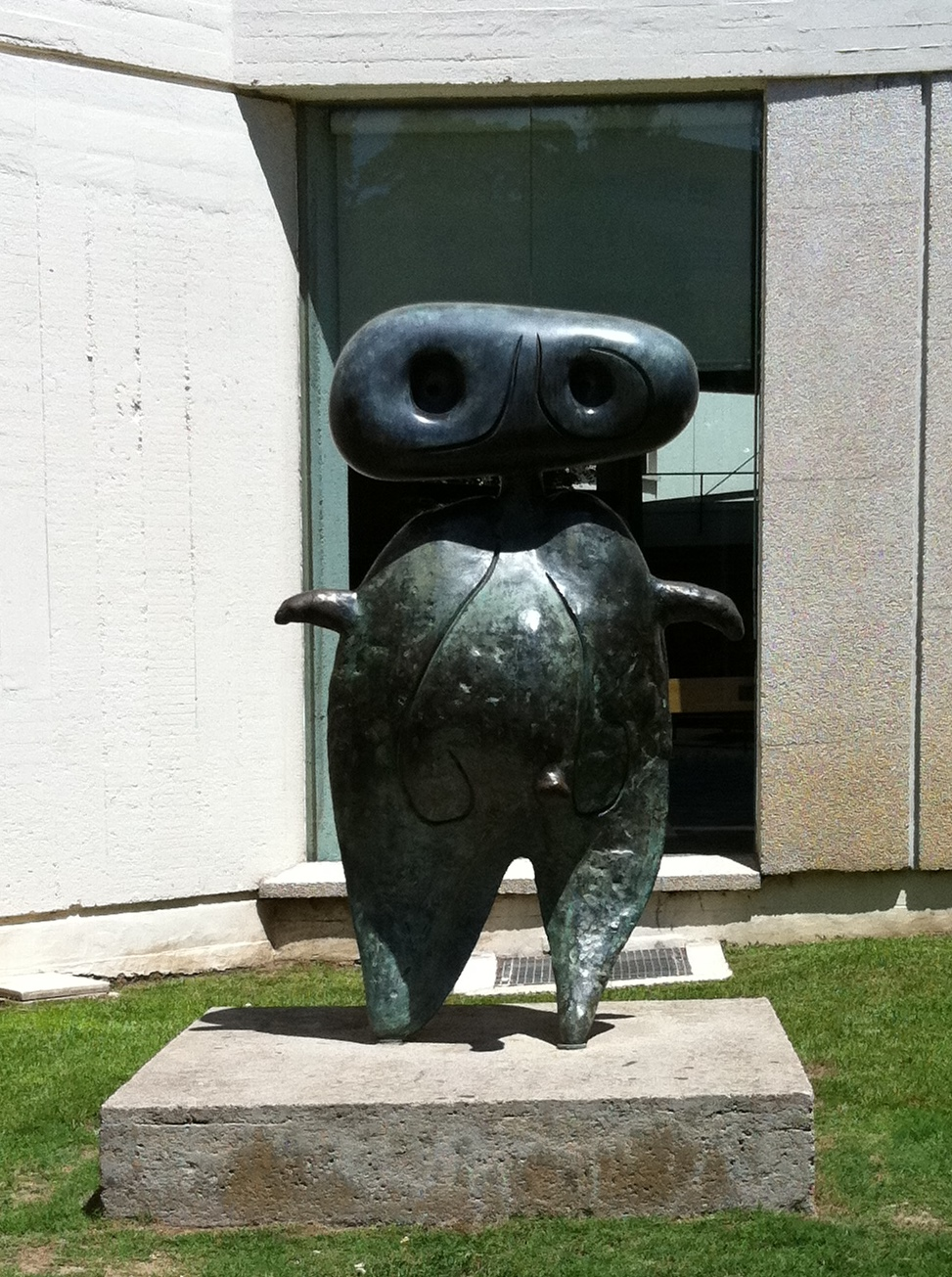
Personatge, obra de 1970 exposada a l'entrada de la Fundació

Llista d'obres destacades segons el web de la Fundació:
- Carrer de Pedralbes, 1917
- Ermita de Sant Joan d'Horta, 1917
- Sense títol (Nu assegut), 1917
- Retrat d'una vaileta, 1919
- Pintura (L'ampolla de vi), 1924
- Pintura (El guant blanc), 1925
- Pintura, 1925
- L'acomodador del music-hall, 1925
- Sense títol, 1929
- Personatge (amb paraigua). Rèplica de 1973, 1931
- Dona asseguda, 1931
- Flama en l'espai i dona nua, 1932
- Sense títol. Dibuix-collage, 1933
- Dibuix-collage (Homenatge a Prats), 1934
- Personatge, 1934
- Home i dona davant d'un munt d'excrements, 1935
- Pintura, 1936
- Cap, 1937
- L'estel matinal, 1940
- Personatges davant el sol, 1942
- Pintura, 1943
- Dona somiant l'evasió, 1945
- Dona i ocells a punta de dia, 1946
- Dona, 1949
- El diamant somriu al crepuscle, 1947
- Ocell (solar), 1949
- Pintura, 1953
- Estela de doble cara, 1956
- Autoretrat, 1960
- El rellotge del vent, 1967
- L'or de l'atzur, 1967
- La carícia d'un ocell, 1967
- Cabell perseguit per dos planetes, 1967
- Dona envoltada d'un vol d'ocells en la nit, 1968
- Estudi per a un monument ofert a la ciutat de Barcelona (Lluna, sol i una estrella), 1968
- Ocell solar, 1968
- Pagès català al clar de lluna, 1968
- L'ocell fa niu als dits en flor, 1969
- Personatge, 1970
- Sobreteixim dels vuit paraigües, 1973
- Tela cremada 1, 1973
- Maig 1968, 1973
- Paisatge en la nit, 1974
- Parella d'enamorats dels jocs de flors d'ametller. Maqueta del conjunt escultòric de La Défense, París, 1975
- Tapís de la Fundació, 1979

### Obres d'altres artistes

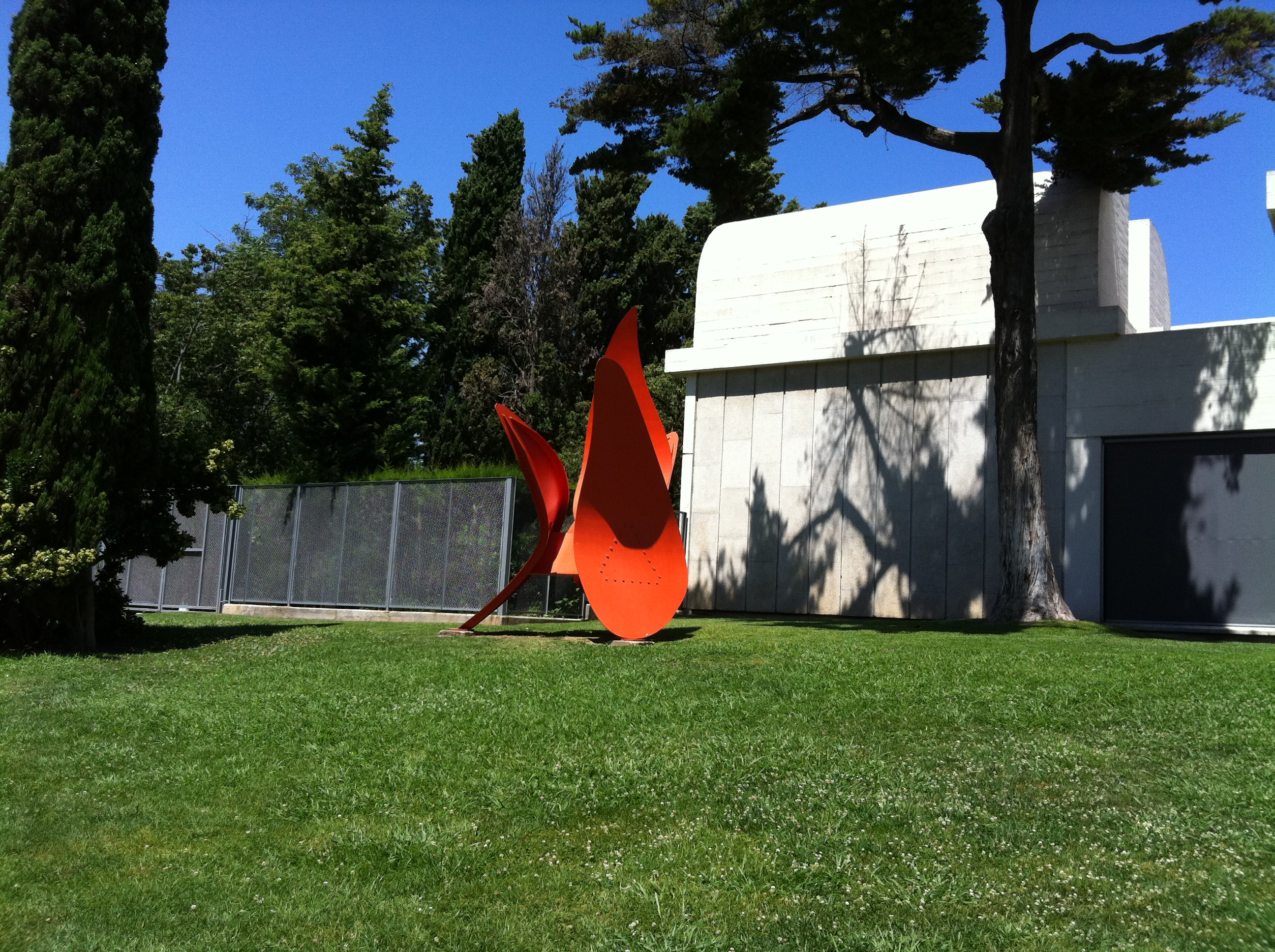
4 ales d'Alexander Calder, exposada als jardins exteriors de la Fundació.

La Fundació Joan Miró també disposa d'una col·lecció pròpia d'art contemporani. Gran part d'aquesta col·lecció prové d'un homenatge que li van fer a Miró després de la seva mort. El llavors president de la Fundació Oriol Bohigas va concebre un ambiciós projecte: demanar a un grup d'artistes representatius del segle xx que donessin o cedissin en permanència una obra a la Fundació. Cal destacar que a Catalunya en aquella època encara no existia cap col·lecció pública d'art contemporani. Per poder dur aquest projecte a terme, es va crear un Patronat Internacional, per tal de crear una llista d'artistes seleccionats o convidats. Van formar-ne part personalitats com Pierre Matisse i Pasqual Maragall, entre d'altres.
La col·lecció està formada per obes d'artistes com Pierre Alechinsky, Balthus, Alexander Calder, Marcel Duchamp, Max Ernst, Juli González, Wifredo Lam, Fernand Léger, Henry Moore, Claes Oldenburg, Robert Rauschenberg, Antonio Saura, Yves Tanguy o Antoni Tàpies, entre d'altres.
La Fundació també té una col·lecció de gravats, formada amb obres d'artistes contemporanis i iniciada arran d'una donació d'Aimé Maeght el 1976. Cal destacar dues obres d'Alexander Calder, una donada per Josep Lluís Sert (Corcovado) i Font de mercuri, instal·lada originalment al pavelló de la República Espanyola durant l'Exposició Internacional de París de 1937, que el mateix Calder va donar a la Fundació com a testimoni de la seva amistat amb Miró.
Llista d'obres destacades
| - Valerio Adami: Gymnasium - Pierre Alechinsky: Dans le Mille - Balthus: Tête de jeune garçon - Julius Bissier: H. 20.8.62 i AS 30.5.62 - Georges Braque: Nature morte à la langouste i Les chaises - Joan Brossa: Espanya - Alexander Calder: Font de mercuri, Corcovado - Anthoni Caro: Caro a Miró (Table sculpture piece CCCXIV) - Eduardo Chillida: Lurra, Homenaje a Miró i Arquitectura heterodoxa I - André Derain: Nature morte à la corbeille d'osier - Marcel Duchamp: Boîte-en-Valise - Max Ernst: Musée de l'homme suivie de la pêche au soleil - Sam Francis: Sense títol - Pablo Gargallo: Maternitat - Alberto Giacometti: Buste d'Anette IV - Philip Guston: Paw II - Jean Hélion: Escalade Chapelière - Vassili Kandinski: Bouts | - Wifredo Lam: Rythme mimétique - Henri Laurens: Grande femme assisse - Fernand Léger: Composició - Josep Llorens Artigas: Gerro i Gerros - Man Ray: Portrait of Miró - André Masson: Suicide - Henri Matisse: Tête de femme - Henry Moore: Recicling Figure (External Form) - Robert Motherwell: Green Label - Roland Penrose: Orient-Occident - Albert Ràfols-Casamada: Florència - Robert Rauschenberg: Sense títol - Antonio Saura: Giorgio Bacci - Richard Serra: Patience - Josep Lluís Sert: Projectes per a la seva casa a Cambridge (Massachusetts) - Yves Tanguy: Le Minotaure - Dorothea Tanning: Tout est illusion, peut-être - Antoni Tàpies: Pintura amb penja-robes |

## Exposició permanent

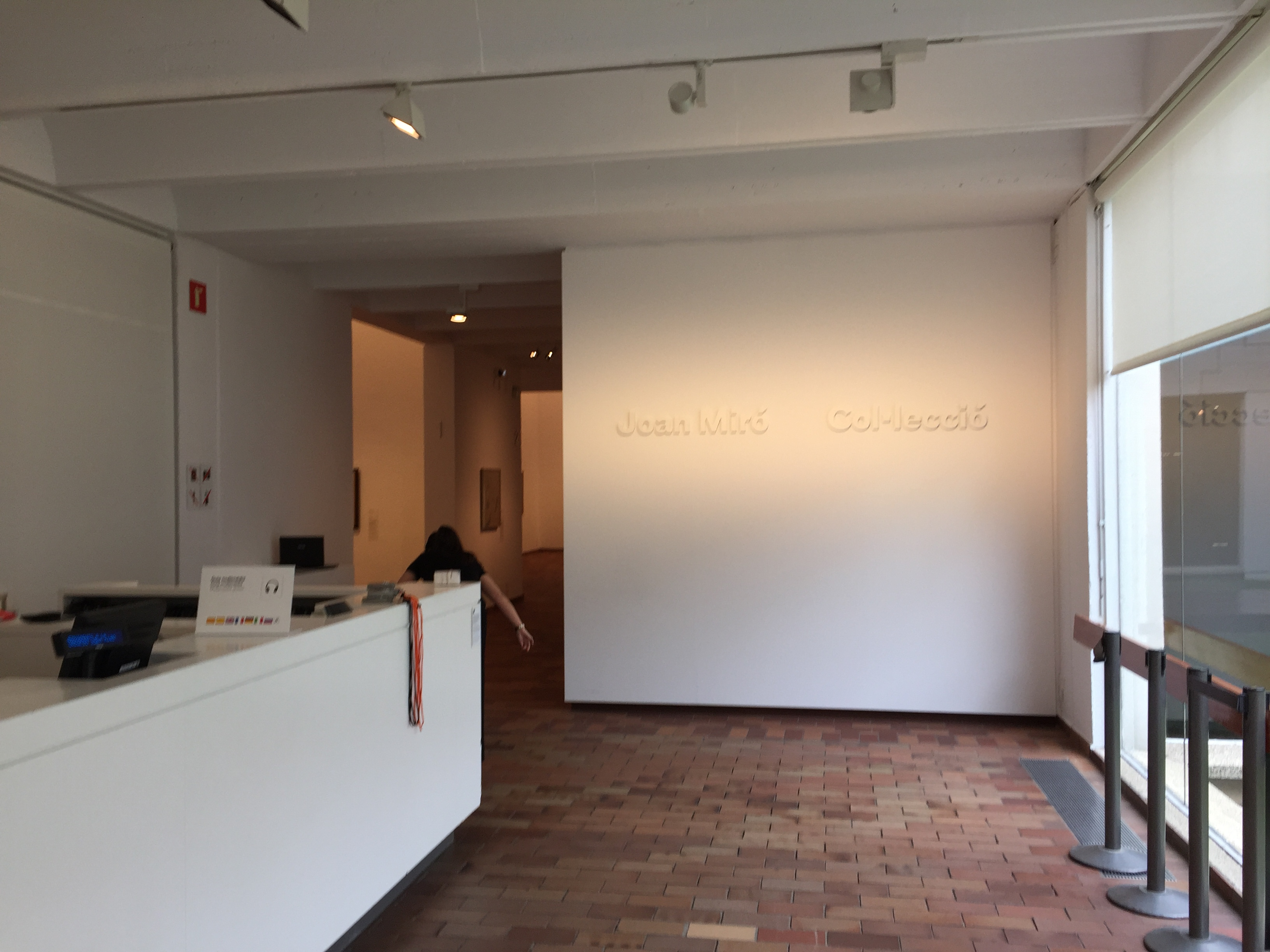
Nova entrada col·lecció Joan Miró 2016

L'exposició permanent en curs va ser remodelada l'abril de 2016. Amb el títol de Joan Miró. Col·lecció, l'exposició ocupa una superfície de 1.558 m² i es presenta a les sales que Joan Miró i l'arquitecte Josep Lluís Sert van projectar plegats per acollir les obres de l'artista. La complicitat d'aquests dos creadors va tenir com a resultat la construcció d'un espai museístic expressament concebut amb la col·laboració d'un artista per allotjar-hi la seva obra: «un lloc únic al món», tal com somniava Miró en una anotació afegida a una carta de Sert l'any 1968.
La mostra inclou 150 peces, entre pintures, dibuixos, escultures, ceràmiques i obra tèxtil, i es desplega en vuit àmbits d'estudi. L'Autoretrat (1937-1960), una obra en dos temps, obre la mostra sintetitzant dos dels eixos de la nova presentació: d'una banda, el pas del paisatge individual al símbol universal, i de l'altra, el procés creatiu de l'artista, que sotmet la seva obra a una revisió constant.
Més enllà d'un repàs cronològic de la seva trajectòria, la mostra s'enfronta a la complexitat i al sentit últim del llegat creatiu de Joan Miró: la voluntat de destil·lar el que és propi de l'ésser humà. Per a l'artista, aquest desig implica una afirmació de la identitat, que sorgeix del contacte amb la terra com a experiència viscuda i, en concret, amb Mont-roig del Camp, com a font primera de la seva creació, tal com s'apunta en el primer àmbit, Terra.
Tanmateix, aquest anhel només s'arribarà a materialitzar per mitjà de la revisió constant d'aquesta creació, en diàleg amb les avantguardes parisenques, una idea que recull el segon àmbit, Més enllà de la pintura. El context històric, marcat pels conflictes bèl·lics com a teló de fons, també deixa empremta en la seva creació, tal com s'evidencia en les obres exposades a Violència, evasió. En els àmbits següents, Anonimat i Poesia i silenci, la depuració del seu llenguatge de signes i l'interès de l'artista per l'espiritualitat zen l'encaminen cap a una superació de la concepció individualista de l'art. Aquest sentiment, que anhela un art col·lectiu i públic, és reiterat per Miró al llarg de la seva trajectòria, tal com es posa de manifest en els àmbits Antipintura, Sobreteixims, i Art i quotidianitat.
La presentació es completa amb textos de sala que encapçalen cadascun dels àmbits i amb comentaris específics sobre més de quaranta obres. Aquests textos s'ofereixen al visitant en quatre idiomes: català, castellà, anglès i francès.

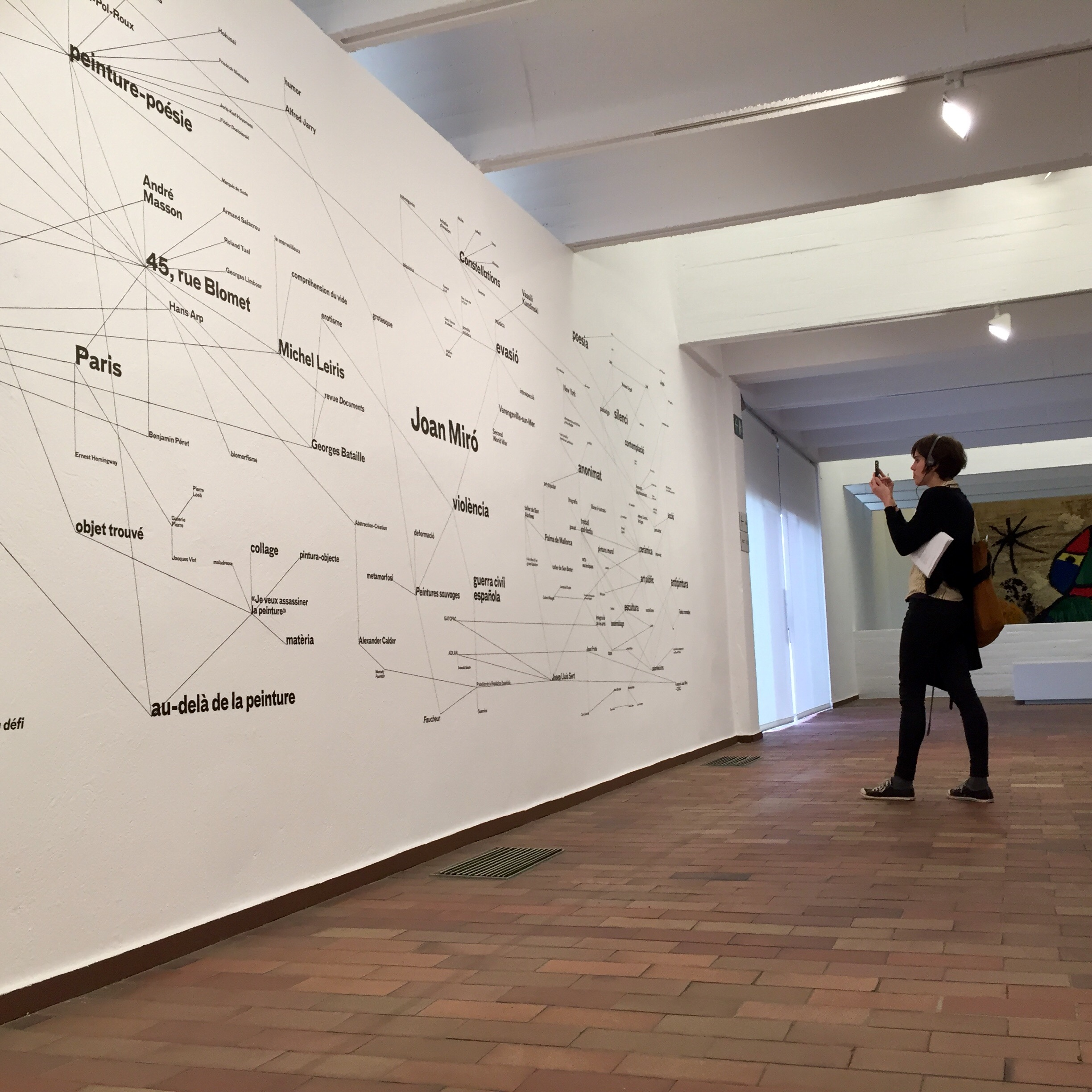
Mural conceptual

Mentre projectaven la Fundació, Joan Miró i l'arquitecte Josep Lluís Sert van establir la necessitat de dotar-la d'espais de repòs per interioritzar l'experiència, sales en què el públic no estigués condicionat per la visió d'una obra per poder elaborar el seu propi discurs. «Sense veure obres», li remarcava l'artista a l'arquitecte en una carta on comentaven el projecte, l'any 1968. Per aquest motiu, una sala multidisciplinària tanca la presentació de la col·lecció i ofereix al visitant un espai de reflexió i aprofundiment en l'univers mironià per mitjà de diferents suports. En concret, un mural conceptual traça una constel·lació amb les relacions artístiques, personals, socials i històriques més significatives per comprendre i contextualitzar l'obra de Joan Miró.
L'espai es completa amb una instal·lació audiovisual que ofereix un programa de projeccions a l'entorn dels processos de creació de Miró, una selecció d'imatges de Joaquim Gomis que recreen l'atmosfera creativa de l'artista, i un punt de consulta de publicacions i recursos en línia.

## Exposicions temporals

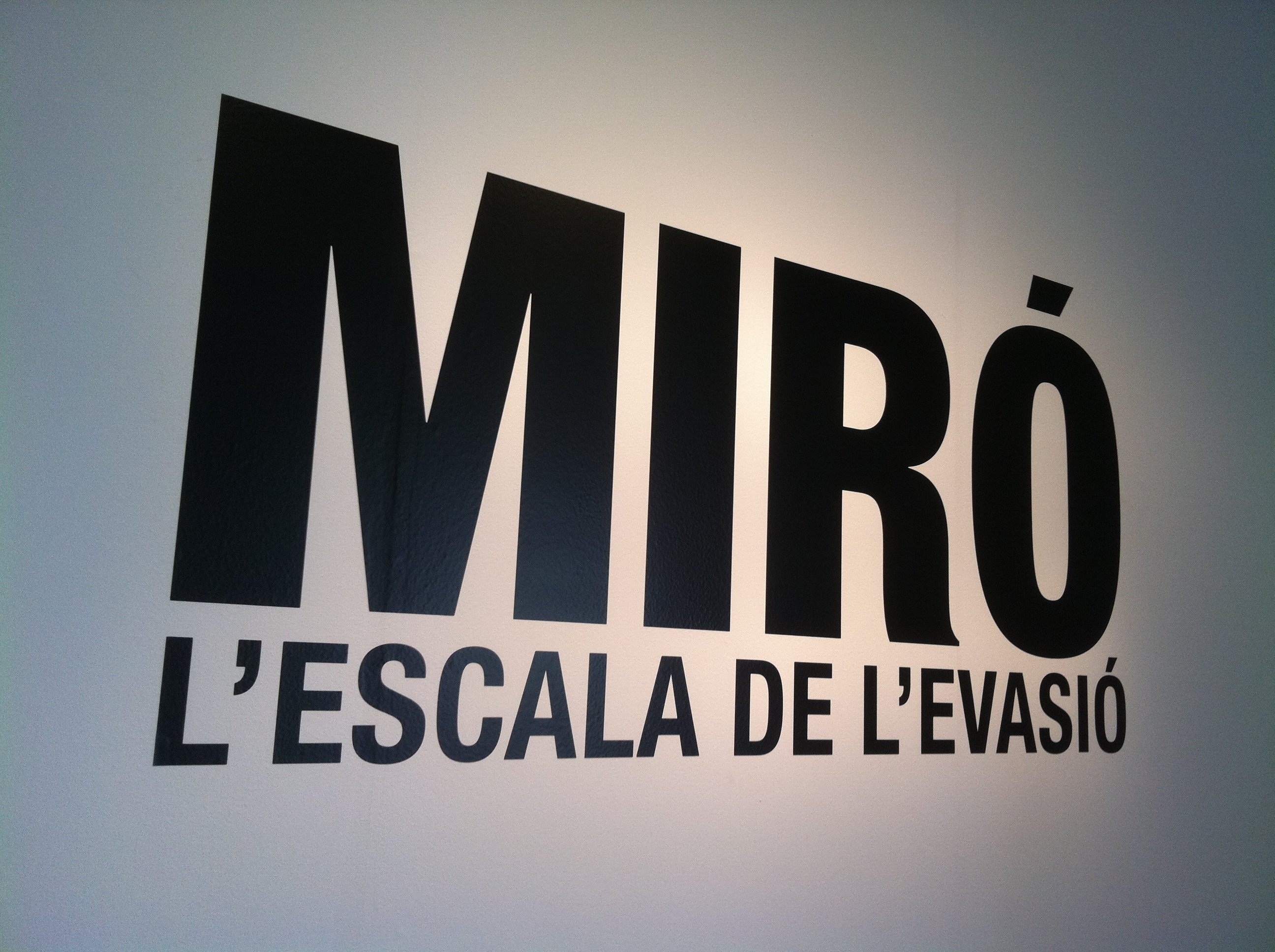
L'exposició Joan Miró. L'escala de l'evasió, és una de les retrospectives més importants dels últims 20 anys

Al llarg de la seva història, la Fundació ha produït desenes d'exposicions que cerquen establir un diàleg entre la creació artística contemporània i l'obra de Joan Miró. Els espais de la Fundació, de característiques molt diferents, acullen exposicions dedicades tant a temes històrics, vinculats amb el període en què va viure Joan Miró, com a mostrar l'obra d'artistes de trajectòria reconeguda i aspectes clau de l'art de la modernitat fins als nostres dies, com Wolf Vostell, Antonio Saura, Paul Klee, Francis Bacon, Henry Moore, Kurt Schwitters o Max Ernst entre molts d'altres. Les exposicions dedicades a aprofundir en l'obra de Joan Miró i el seu context s'acostumen a instal·lar durant els mesos de tardor i hivern de cada temporada; mentre que les mostres de caràcter internacional i més contemporani ocupen la resta de l'any i es confien a comissaris de prestigi que aporten nous angles de visió i d'interpretació a la producció artística del segle xx fins a l'actualitat.
Aquestes exposicions es combinen amb les mostres dedicades als guanyadors del Premi Joan Miró, que tenen lloc cada dos anys. Per la seva banda, la fotografia disposa d'un espai propi al vestíbul de la Fundació des de l'any 2012, quan amb motiu de la mostra Joaquim Gomis: de la mirada obliqua a la narració visual es va decidir convertir una part del vestíbul de l'edifici en un espai dedicat a l'exposició de fotografia. La línia d'exposicions fotogràfiques d'aquest espai alterna mostres del fons de l'arxiu de Joaquim Gomis amb treballs d'altres fotògrafs actuals, tant professionals com amateurs. Finalment, les propostes més innovadores es presenten a l'Espai 13, una sala pionera que acull exposicions d'artistes emergents organitzades per cicles anuals dels quals es fan càrrec comissaris independents.

## Espai 13

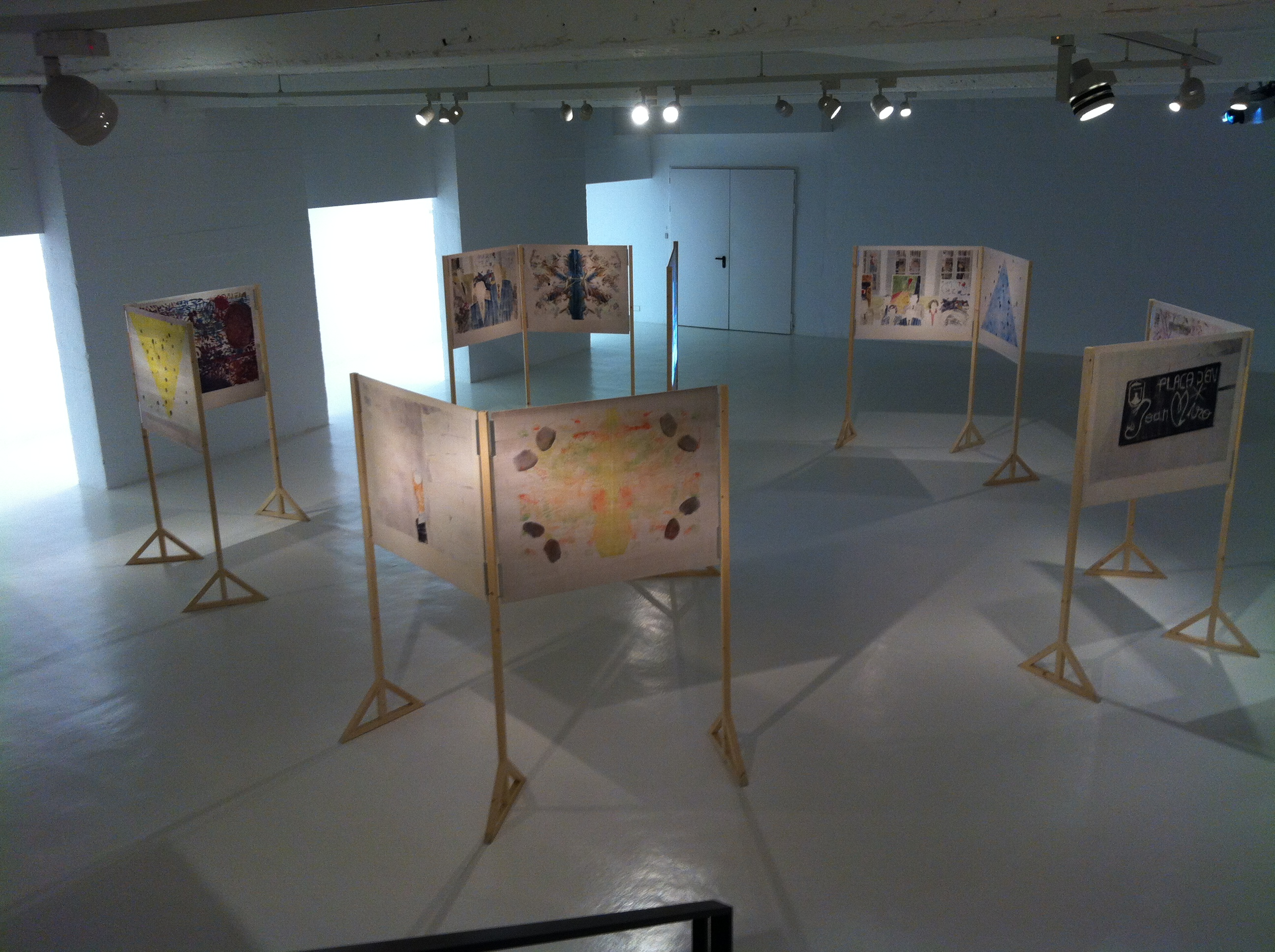
Interiors espai 13

La Fundació Joan Miró disposa d'un espai amb una programació regular i continuada d'exposicions d'art contemporani: l'Espai 10, actiu des del 1978, i l'Espai 13, que li va prendre el relleu a partir del 1989, que ofereixen un camp d'anàlisi singular a l'Estat espanyol i en el context europeu. La sala s'ha dedicat a ser un laboratori de l'art emergent, un espai de
programació d'exposicions experimentals d'art contemporani que s'ha mantingut en funcionament durant més de tres dècades
en una gran institució, com un centre d'art dins una institució.1 A més de donar cabuda a artistes locals, ha generat un intercanvi internacional constant. L'amplitud que ofereix un arc temporal de més de trenta anys permet no només analitzar la història dels moviments, les pautes i les tendències en l'art, sinó també detectar les interseccions que es produeixen entre diferents generacions i llenguatges. En definitiva, l'Espai 10 i l'Espai 13 són un lloc privilegiat per estudiar la manera com les teories i els contextos sociopolítics han anat influint en la producció artística al llarg d'unes dècades en què s'anaven formant les infraestructures que van donar lloc al camp de l'art contemporani espanyol i català. Així doncs, la història de l'Espai 10 i l'Espai 13 es planteja com un testimoni de fons, o com un fitxer que cal contrastar en paral·lel amb molts altres.

## Serveis

### Biblioteca-Centre de Documentació

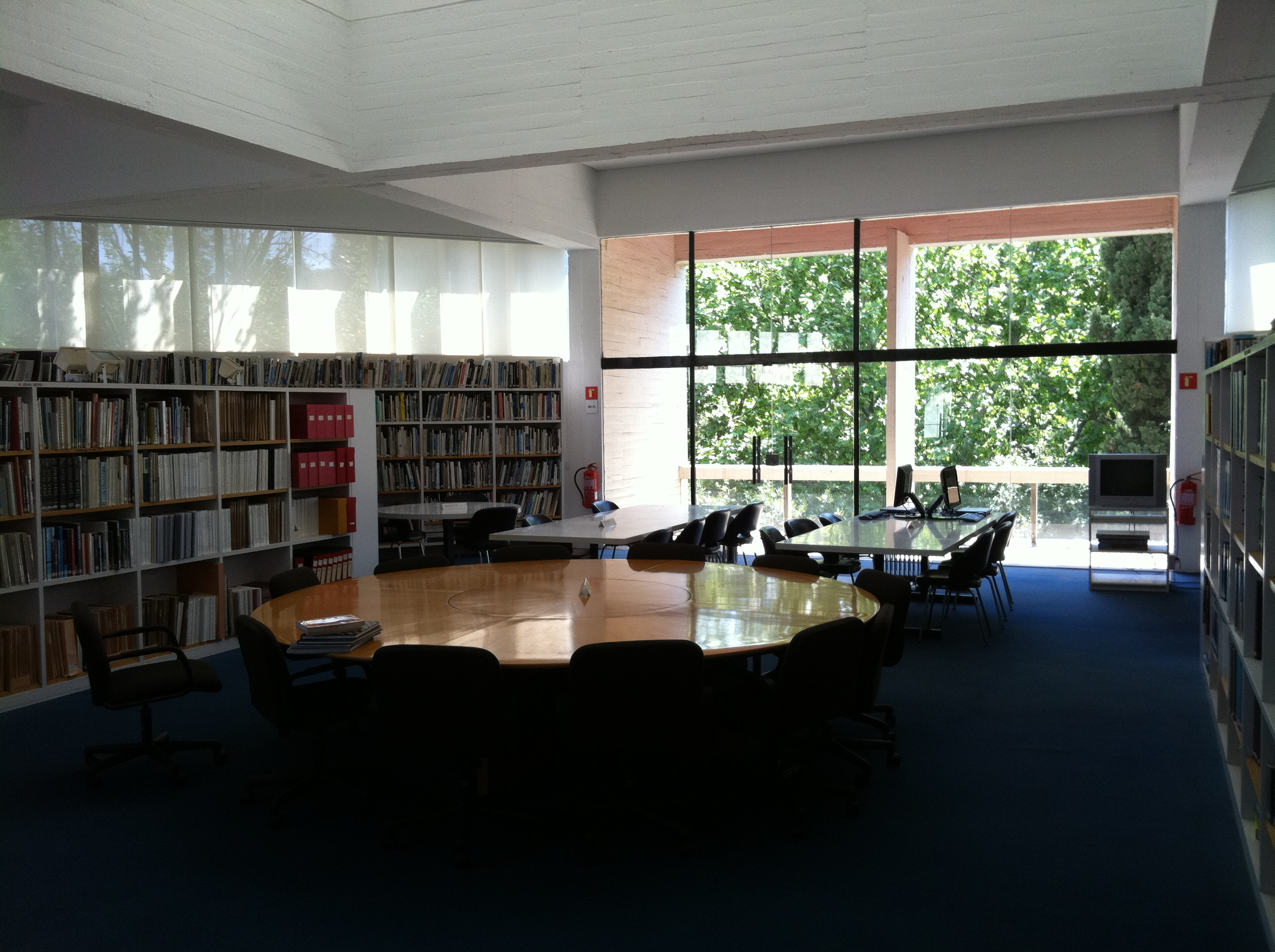
Biblioteca

La Fundació Joan Miró està dotada d'una important Biblioteca que es va constituir amb la donació que Joan Miró va fer d'una part de la seva biblioteca personal. Aquests documents juntament amb els fons sobre l'artista que la Biblioteca adquireix i recopila des de l'obertura de la Fundació constitueixen un fons documental essencial per a l'estudi de l'obra de Miró. La Biblioteca està especialitzada també en l'art dels segles XX i XXI. Es tracta d'una documentació molt àmplia sobre pintura, escultura, instal·lacions, dibuix, gravat, disseny, arquitectura, urbanisme, vídeo, fotografia, cinema, art amb nous mitjans, etc. Cal destacar els fons sobre surrealisme, moviment profundament lligat a la trajectòria artística de Joan Miró. L'accés a la Biblioteca és lliure i gratuït.

### Espectacles infantils
Des de l'any 1977, a l'auditori de la Fundació Miró, s'hi programa cada any vuit espectacles infantils (d'octubre a maig), que es representen els dissabtes i els diumenges i festius. També s'hi fan actuacions especials els dilluns, dimarts i dimecres per a les escoles.

### Activitats
Les activitats de la Fundació venen determinades per dues línies d'actuació complementàries: l'anàlisi de l'art del segle xx i l'estudi de l'obra de Joan Miró. També organitza sovint conferències, seminaris, taules rodones i fins i tot concerts de música contemporània i representacions teatrals.

### Altres
A més a més dels serveis de consulta, la Fundació ofereix serveis d'expertització de l'obra gràfica de Joan Miró.
La Fundació Joan Miró ha obtingut el certificat mediambiental EMAS ES-CAT-000385 i ISO 14001 GA-2011/0486

## Premi Joan Miró
Durant els primers anys de vida de la Fundació es van convocar el Premi de Dibuix Joan Miró, actiu fins al 1987 quan, després d'una reflexió, es va reconvertir en Triennal de dibuix Joan Miró.
Des del 2007, la Fundació Joan Miró atorga cada dos anys el Premi Joan Miró, un reconeixement a la creació artística actual que consta d'una dotació econòmica de 70.000 €, feta possible pel patrocini de l'Obra Social "la Caixa". El premi va néixer amb la voluntat de promoure la cultura i les arts plàstiques. Un jurat internacional decideix la persona premiada, sense fer cap concurs obert.
Premiats
- 2007 — Olafur Eliasson[69]
- 2009 — Pipilotti Rist[70][71]
- 2011 — Mona Hatoum[72]
- 2013 — Roni Horn[73]
- 2015 — Ignasi Aballí[74]
- 2017 — Kader Attia[75]
- 2019 — Nalini Malani[76]

## Directors
- 1975 - 1980: Francesc Vicens
- 1980 - 2017: Rosa Maria Malet
- 2018: Marko Daniel[77]

## Patronat
- Presidenta: Sara Puig Alsina[78]
- Vicepresidenta: Anna Vallès
- Secretari: Josep M.Coronas

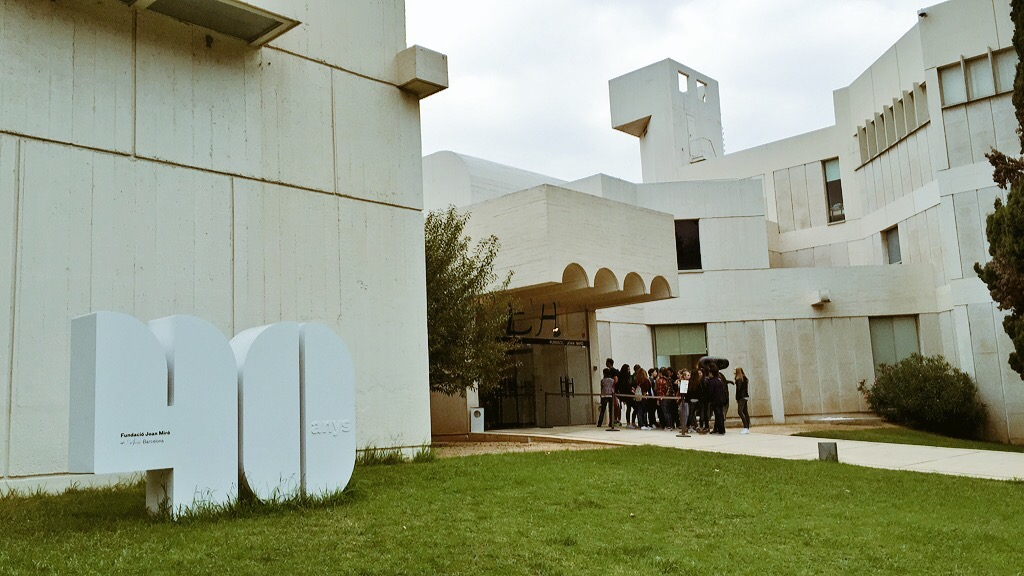
Fundació Joan Miró 40 anys

- Vocals: Frederic Amat Noguera, Marta Clari Padrós, Lola Fernández Jiménez, Román Fernández-Baca Casares, Jaume Freixa Janariz, Laia Gasch Casals, Elsa Ibar Torras, Kazumasa Katsuta, Ariane Lelong-Mainaud, Andreu Mas-Colell, Robert S. Lubar, Rosa Maria Malet Ybern, Perejaume, Eva Prats Güerre, Joan Punyet Miró, Joan Subirats Humet, Maria Àngels Torras Ripoll, Odette Viñas Gomis
- Patronat emèrit: Oriol Bohigas Guardiola, Josep Colomer Maronas, Joan Gardy Artigas, Kazumasa Katsuta, Daniel Lelong, Josep Maria Mestres Quadreny, Antoni Vila Casas.
- Director: Marko Daniel
- Sotsdirectora-gerent: Dolors Ricart

La Fundació ha estat presidida anteriorment per Joaquim Gomis (1972-1975), Joan Teixidor (1975-1981), Oriol Bohigas (1981-1988), Eduard Castellet (1989-2009) i Jaume Freixa (2009-2019).

## Premis i reconeixements
- 1977 — Premi del Consell d'Europa[80][5]
- 1994 — Premi Altaveu
- 1994 — Medalla d'Honor de la Reial Acadèmia de Belles Arts de Sant Jordi
- 2009 — Premi Creu de Sant Jordi[81]

## Edifici

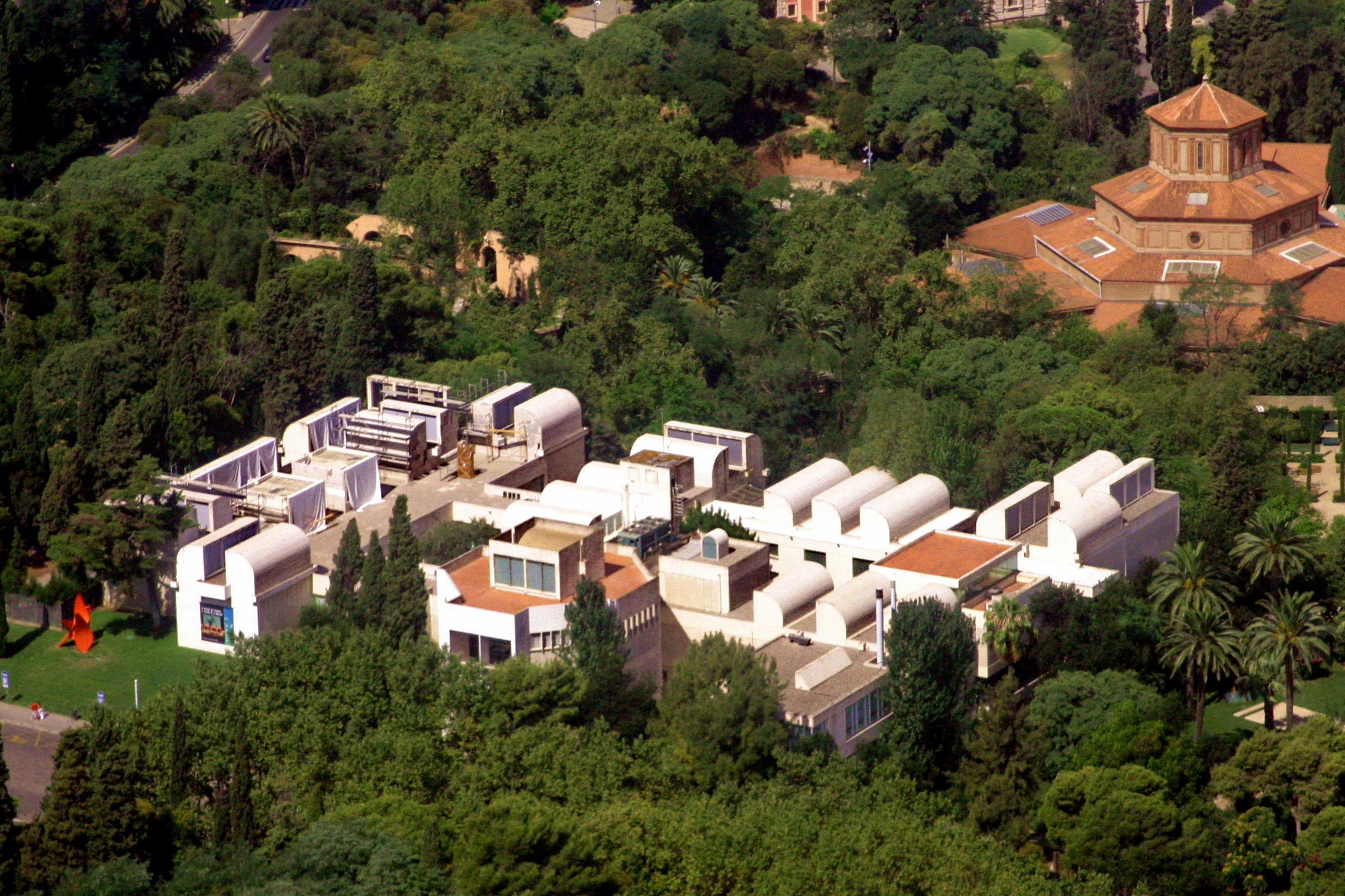
Vista aèria de l'edifici de Josep Lluís Sert, seu de la Fundació

A mitjan segle xx, nous plantejaments arquitectònics i museològics van començar a qüestionar la funció dels museus. Arquitectes com Frank Lloyd Wright van ser els primers a intentar trobar respostes. El 1968, Joan Miró volia obrir una Fundació que mirés cap al futur, que no es convertís en un temple d'objectes de col·leccionista sinó en un lloc de descoberta i debat. És per això que va demanar al seu amic Josep Lluís Sert la construcció de l'edifici, que havia de ser nítid, acollidor i amb personalitat pròpia.
Sert, deixeble de Le Corbusier, ja havia dissenyat altres espais expositius com el Pavelló de la República espanyola - juntament amb Luis Lacasa - per a l'exposició universal de 1937 a París, la Fundació Maeght a Sant Pau de Vença i fins i tot el taller del mateix Miró a Palma. L'arquitecte defensava la racionalitat i la puresa formal en l'arquitectura, i es va inspirar en l'arquitectura popular mediterrània per concebre l'edifici com un espai obert, amb grans terrasses i patis interiors que permetessin una correcta circulació dels visitants. Es tractava del retorn de l'arquitecte a la seva ciutat. Es van considerar diversos espais però finalment es va triar la muntanya de Montjuïc.
Declarat bé cultural d'interès nacional, està construït com una suma de volums horitzontals que, emplaçats a la muntanya, s'integren amb aquesta, es mimetitzen però a l'hora mantenen la seva personalitat pròpia. Segons l'anàlisi de Bruno Zevi, Sert «Vol que les obres d'art es trobin protegides, recollides en la intimitat d'una casa, no pas exhibides en un aparador; que el camí dels visitants sigui orientat, però no imposat, en un helicoide; que reflecteixi un principi racional sense, però, posar-hi èmfasi (…), que l'edifici tingui en compte l'ambient, però no s'hi perdi (…) en resum, que no pretengui d'alterar el paisatge urbà amb una intervenció estranya i estrident». Així doncs, l'edifici és una concatenació d'espais molt estudiats tenint el pati central com a element de referència. D'aquesta manera, els visitants recorren les sales de manera gairebé involuntària resseguint el perímetre interior de l'edifici, sense deixar cap racó oblidat i evitant passar en repetides ocasions per un mateix indret.
Els principals materials de construcció són el formigó i el vidre, de propietats oposades i complementàries alhora. Cal destacar l'efecte plàstic existent al formigó, que es deu a les marques que van deixar les fustes que es van fer servir durant l'encofrat. La resta d'elements, com les rajoles vermelles, o els marxapeus de fusta, també són típicament mediterranis.
Entre els diferents elements de l'edifici, cal destacar: 
- Marquesina : l'entrada està decorada amb una marquesina on es pot llegir CEAC, amb colors cridaners, Centre d'Estudis d'Art Contemporani, que destaquen la voluntat de Miró que la Fundació fos un lloc de descoberta, que afavorís l'estudi i el debat, «una porta oberta vers el futur i d'intercanvi cultural internacional»[90][91][88]

- Pati : al centre hi ha un pati amb una olivera, envoltat de parets de vidre que obren la fundació a la ciutat. L'arquitecte considera aquesta zona el nucli de l'edifici, estructurant l'edifici tal com ho fan el claustre d'un monestir,[92] una plaça pública, l'atri d'una casa romana o el pati de les cases de poble.[93] Es tracta d'un espai que permet l'entrada de llum natural a les sales. Segons Zevi, «el pati no clou, és només l'ancoratge d'un procés centrifugat longitudinalment cap al panorama de la ciutat»[88] El pati té forma quadrada, gairebé simètrica, i el seu enjardinament evoca la natura que embolcalla l'edifici per l'exterior. El pati de l'olivera és correspost pel pati del garrofer, al qual el visitant pot endinsar-s'hi i contemplar-lo des de la gran superfície vidrada de l'escala-veranda que puja a la biblioteca.[93] A més, hi ha un altre pati practicable orientat al nord, des d'on es pot veure una visió panoràmica de la ciutat de Barcelona, així com una escultura de Miró. El visitant no es veu mai obligat a passar dues vegades pel mateix lloc.[84]

- Torre : la part de l'edifici amb forma d'octàgon acull l'auditori, la biblioteca i una sala d'exposicions. En els primers esbossos de Sert, aquest octàgon no existia, i existeixen diverses teories respecte a aquest element: l'anterior director de la Fundació, Francesc Vicens l'emmarcava dins de la tradició religiosa gòtica catalana,[93] relacionant-la amb altres edificis com el Monestir de Pedralbes, el campanar de la Seu Vella de Lleida, o les torres de la porta del Monestir de Poblet, entre d'altres. Els col·laboradors de Sert, en canvi, defensen la teoria d'influències islàmiques, més concretament algerines. Zeni, pel seu costat, planteja la possibilitat que Sert s'inspirés en les teories d'Orson Squire Fowler,[94] qui defensava l'octàgon com a model de construcció òptim i que havien tingut bastant ressò als Estats Units, llocs de residència de Sert.[95] Sert ja va fer servir l'octàgon al convent Carmel de la Paix a Mazille, França. Al seu torn, Bruno Zevi el relaciona amb la Catedral de Barcelona, on la torre no s'eleva sobre l'altar.[96]

- Voltes i lluernaris : Zevi comenta que la Fundació, més que sostres, té lluernes, que permeten orquestrar la llum tal com s'ha fet al llarg de la història de l'arquitectura, considerant-la com un factor dramàtic. Sert va modelar la incidència de la llum a l'interior de l'edifici tot combinant paraments de formigó amb paraments de vidre, i resolent els sostres, animats amb Volta catalana,[97][96] mitjançant lluernaris amb forma de quart de cilindre, de tal manera que la llum entra matisada, no produeix ombres i no incideix directament sobre les obres exposades.[93]

- Terrassa : L'arquitecte va concebre un petit jardí d'escultures al terrat de la fundació. Segons Zevi, recorda al passeig que es pot fer al terrat de La Pedrera de Gaudí, on el visitant circula entre elements que recorden tòtems surrealistes.[94]

- Garrofer: A principis de novembre de 1974 i per iniciativa d'uns joves del municipi, l'Ajuntament de Mont-roig del Camp va regalar a Joan Miró un garrofer per tal de trasplantar-lo a la Fundació, que s'inauguraria l'any següent. Aquesta operació requerí un desplegament logístic important per l'època, ja que fou complicat trobar un garrofer de dimensions raonables per arrencar-lo i traslladar-lo a Barcelona sense tallar-ne les arrels. La descàrrega de l'arbre fou complexa, ja que el pati on havia de trasplantar-se estava per sobre del nivell del paviment d'accés al magatzem de l'edifici, i fou necessari instal·lar una grua per descarregar el camió i posar l'arbre a l'abast d'una segona grua que, al seu torn, permeté traslladar l'arbre a la seva ubicació final. Malauradament, les corretges amb què se subjectà l'arbre segaren la fusta, i feren que la supervivència del garrofer fos inviable.[98] L'operació es repetí poc temps després amb un altre garrofer, que avui encara s'aixeca a l'anomenat pati del garrofer de la Fundació.

- Jardí d'Escultures: es va construir el 1990 amb un projecte arquitectònic de Jaume Freixa i Jordi Farrando, i el 2002 fou reconstruït per Marina Salvador. Conté obres d'escultors com Tom Carr, Pep Duran, Perejaume, Enric Pladevall, Jaume Plensa, Josep Maria Riera i Aragó, Cado Manrique, Ernest Altés, Gabriel Sáenz Romero i Sergi Aguilar.

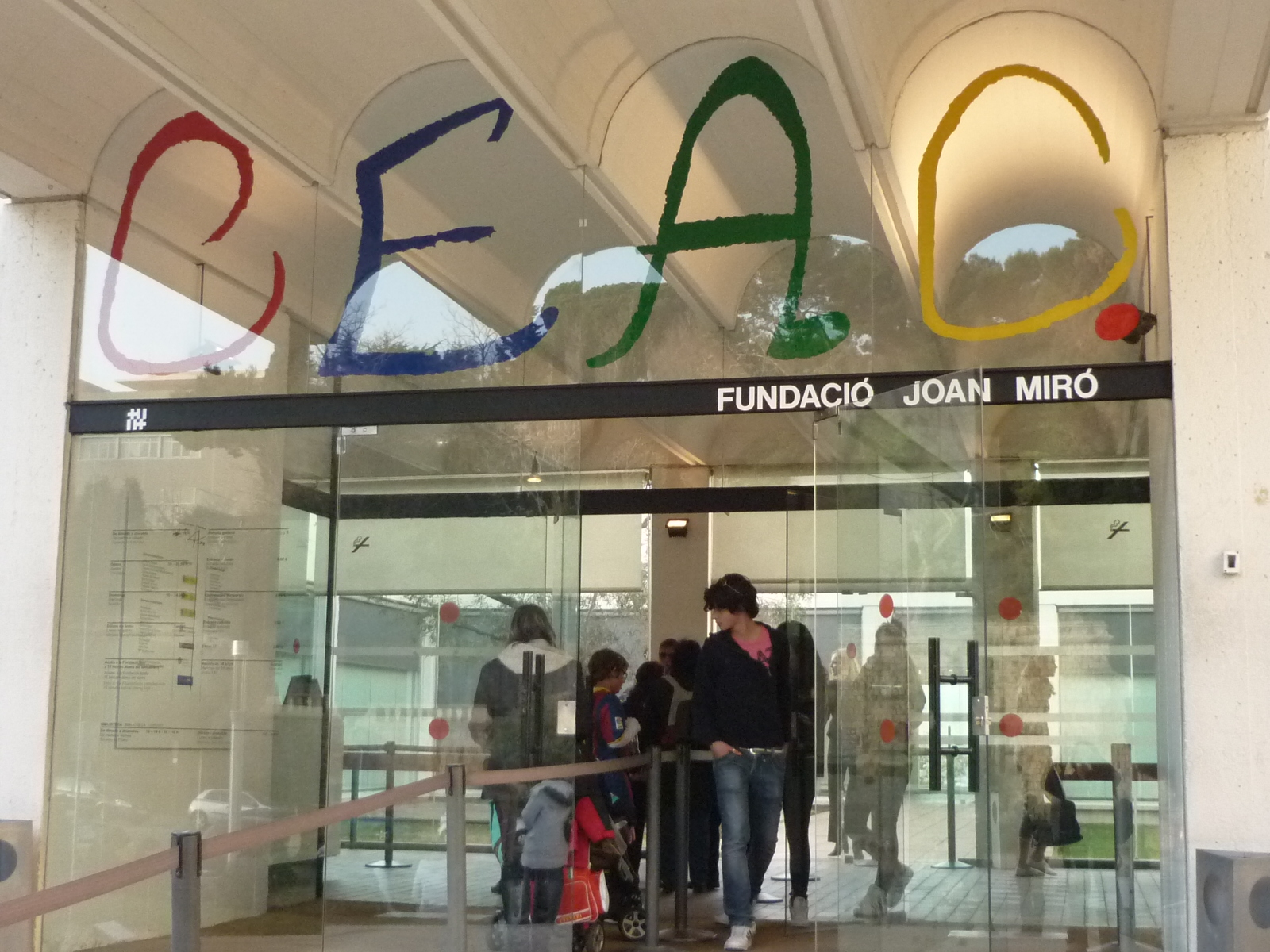
Centre d'Estudis d'Art Contemporani.
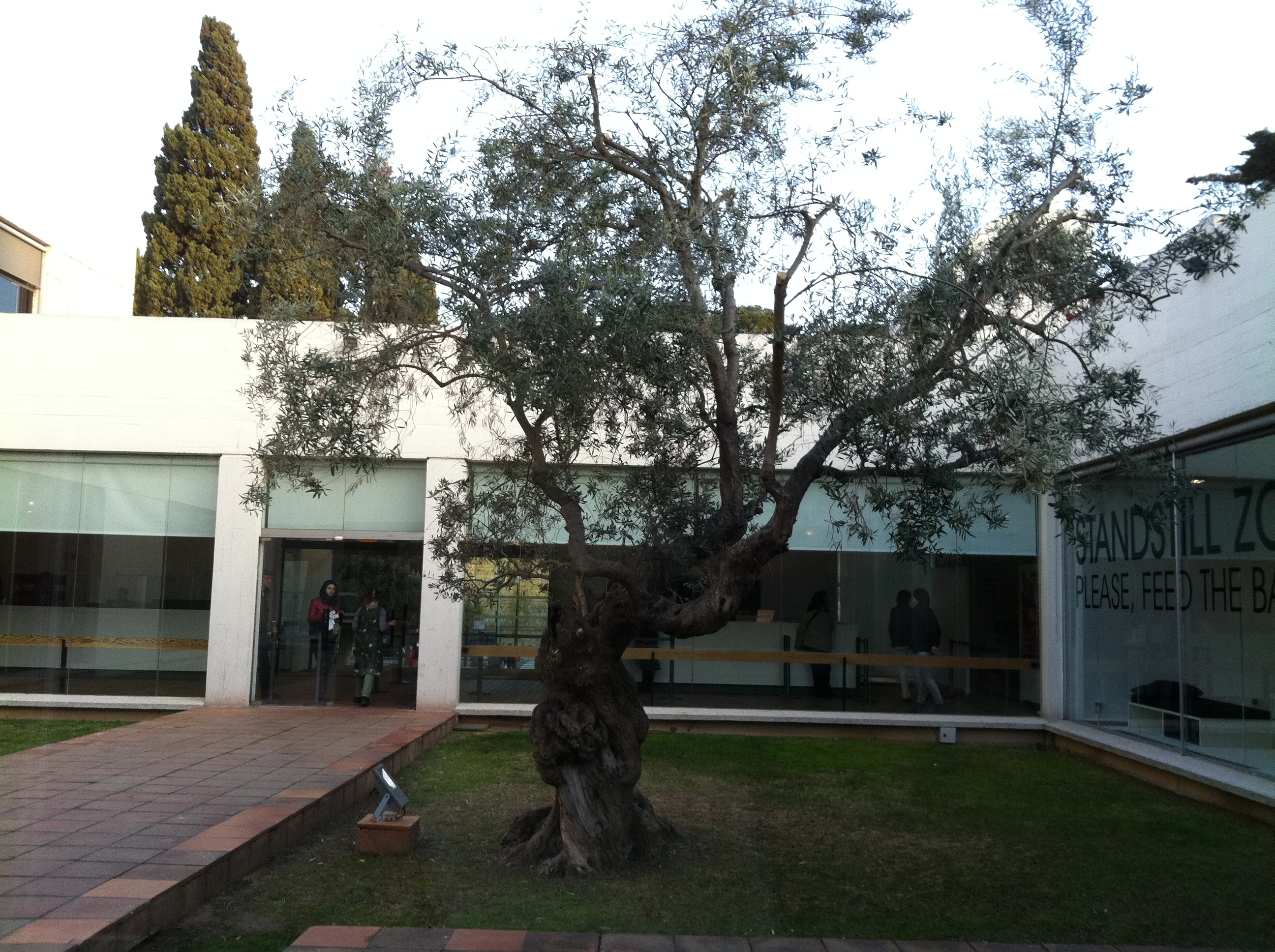
Pati interior amb l'olivera
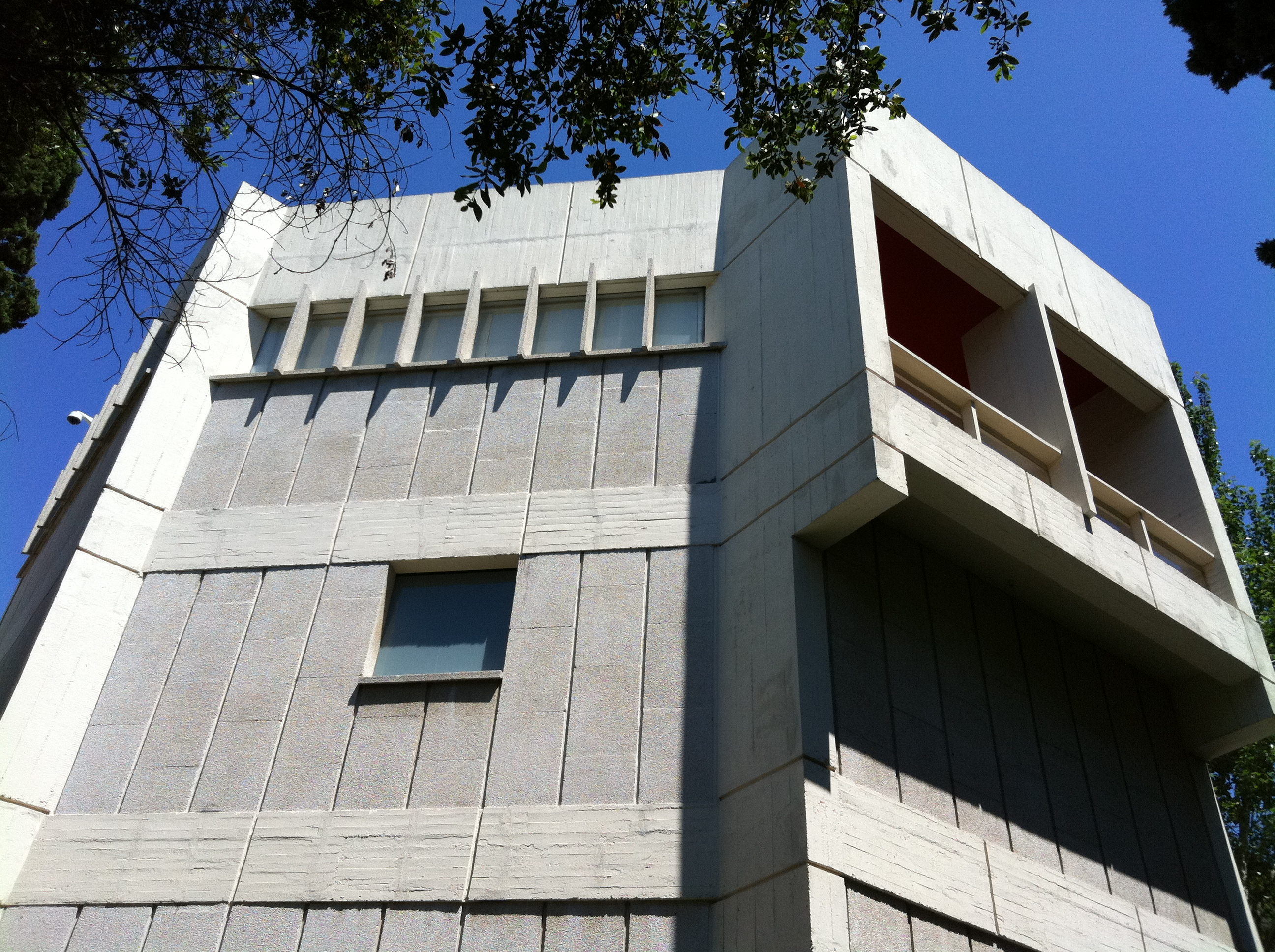
Torre octogonal
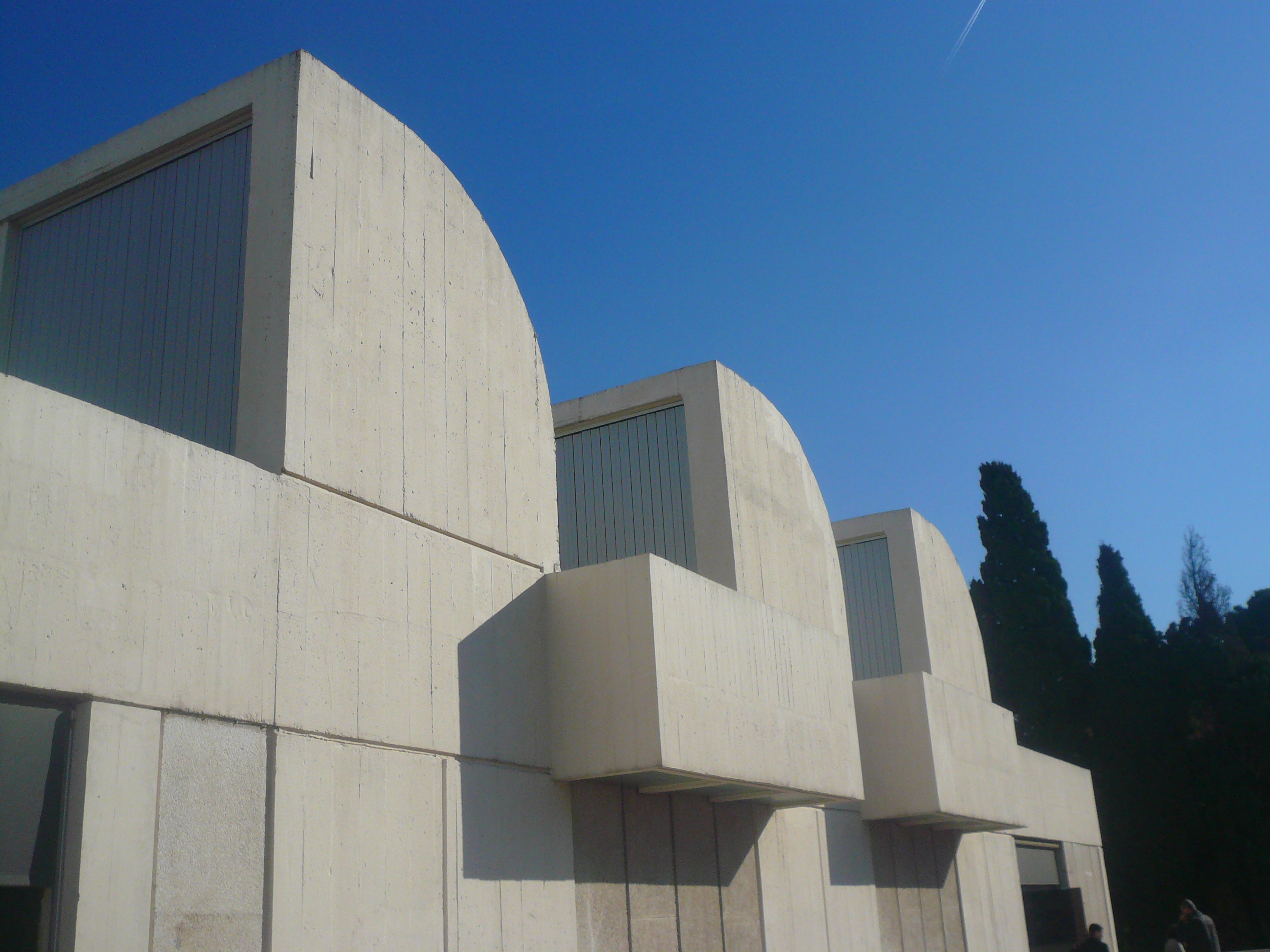
Voltes i lluernaris
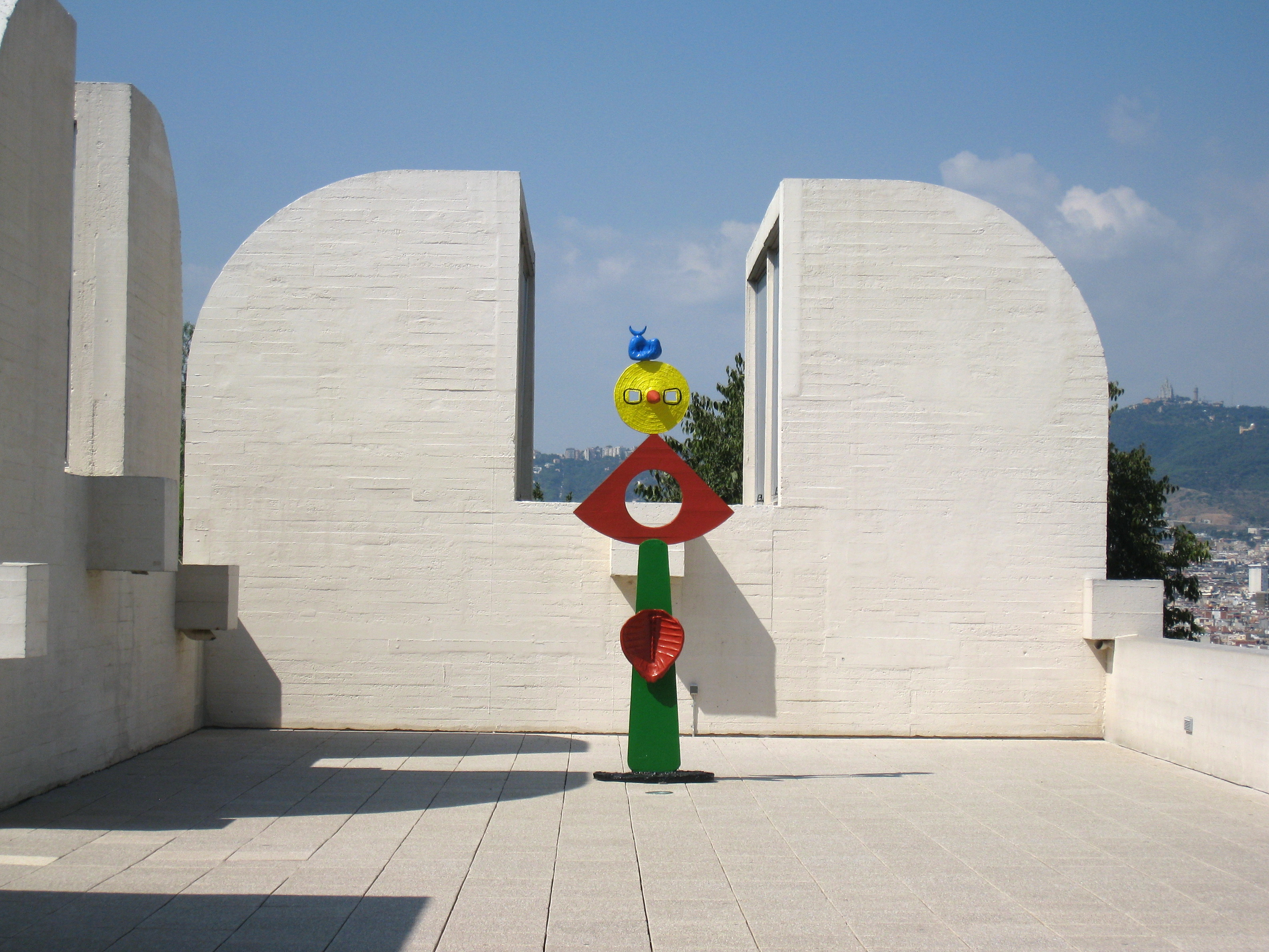
Terrassa
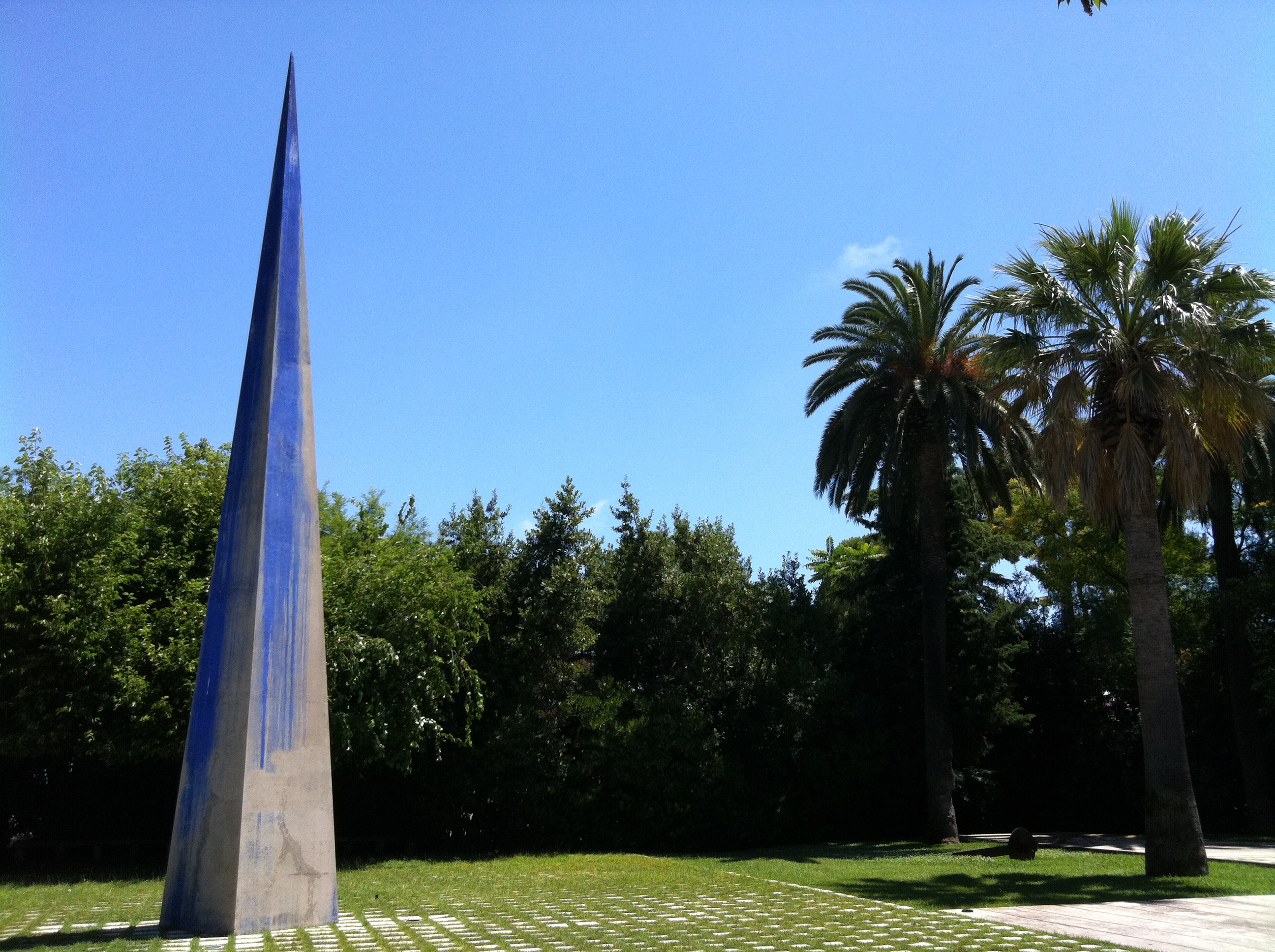
Jardí d'Escultures